# Gone (canción de Bebe Rexha)
«Gone» es una canción de Bebe Rexha. Se lanzó el 19 de diciembre de 2014, a través de Warner Records. En Australia , la canción se usó en anuncios de televisión que promocionaban la serie dramática Love Child en Nine Network . 

## Antecedentes y composición
Después de las apariciones en álbumes de Pitbull (Globalization) y David Guetta (Listen),  Rexha trabajó en nuevos sencillos, para el 19 de diciembre, Rexha lanzó dos sencillos, «I Can't Stop Drinking About You» y «I'm Gonna Show You Crazy». «Gone» se describe como una balada tierna, llena de piano y cuerdas, y fue producida y coescrita por Frequency y Aalias , el mismo equipo detrás de «The Monster» de Eminem.

## Crítica y recepción
Dijo Luis González de Album Confessions;  «Gone tiene éxito gracias a la producción reducida, la entrega impresionante de Rexha y un mensaje conmovedor y desgarrador de amor perdido. La combinación perfecta de cuerdas suaves y piano resulta ser la opción perfecta para una crítica segura, es una actuación aclamada. Es una balada delicada diseñada para la radio Top 40 y una que llama la atención por todas las razones correctas».

## Recepción comercial
«Gone» debutó en la lista de sencillos de Australia ARIA para la semana que comienza el 13 de abril de 2015 en el número 87.

## Posicionamiento en listas
| Listas (2014)    | Mejor posición |
| ---------------- | -------------- |
| Australia (ARIA) | 87             |

## Historial de lanzamiento
| País   | Fecha                   | Formato                     | Discográfica | Ref   |
| ------ | ----------------------- | --------------------------- | ------------ | ----- |
| Varios | 19 de diciembre de 2014 | Descarga digital, Streaming | Warner Bros  | [ 1 ] |